# Alfred Neubauer
Alfred Neubauer (vzdevek »Don Alfredo«), avstrijski dirkač in dolgoletni športni direktor dirkaškega oddelka Mercedes-Benza, * 29. marec 1891, Maehrisch-Ostrau, Avstro-ogrska (danes Češka), † 22. avgust 1980, Stuttgart, Nemčija.
Alfred Neubauer je ena najpomembnejših figur v zgodovini motošporta. Ne sicer zaradi dirkaških dosežkov, saj na šestih dirkah med sezonama 1922 in 1924 ni dosegel odmevnejšega rezultata, toda kot dolgoletni športni direktor dirkaškega oddelka nemške tovarne Mercedes-Benz, ki ga je vodil med letoma 1926 in 1955, ko se je tovarna zaradi hude nesreče na vztrajnostni dirki 24 ur Le Mansa, v kateri je umrlo prek osemdeset gledalcev, umaknila iz motošporta, Neubauer pa se je upokojil.
Uspeh Neubauerjevih dirkačev ni bil posledica le njegove dobre priprave taktike za dirke, ampak tudi skoraj vojaške discipliniranosti mehanikov ob postankih v boksih, kjer so tako Mercedesovi dirkači zgubili manj časa od konkurence. Kot prvi je na dirki Solituderennen v sezoni 1926 za obveščanje svojih dirkačev uporabil sistem signalov, zastav in tabel. Kot športni direktor je bdel nad nekaterimi najboljšimi dirkači v zgodovini motošporta, zanj so dirkali tudi Rudolf Caracciola (z Mercedesem evropski prvak v sezonah 1935, 1937 in 1938), Luigi Fagioli, Hermann Lang, Hans Stuck, Manfred von Brauchitsch, Richard Seaman, Stirling Moss, Juan Manuel Fangio (z Mercedesem prvak Formule 1 v sezonah 1954 in 1955). 

## Zgodnje življenje in dirkaška kariera
Alfred Neubauer se rodil 29. marca 1891 v mestu Maehrisch-Ostrau, Avstro-ogrska (danes Ostrava, Češka). V avtomobile se je zaljubil v starosti sedmih let, ko je po cesti mimo njega odpeljal avtomobil znamke Benz. V prvi svetovni vojni je služil v avstro-ogrski vojski, nato pa se je v sezoni 1922 pridružil dirkaškemu moštvu Austro-Daimler. Na štirih dirkah je edino uvrstitev dosegel v svojem debiju na dirki Targa Florio, ko je z enournim zaostankom za zmagovalcem dosegel devetnajsto mesto. Z dirke za Veliko nagrado Italije se je celotno moštvo po smrtni nesreči Gregorja Kuhna na treningu umaknilo, na dirkah Trofeo Armangue in Velika nagrada Penya Rhina pa ni štartal. Skupaj s Ferdinandom Porschejem je zapustil moštvo in prestopil v Mercedes, za katerega je v sezoni 1924 nastopil na dirkah Targa Florio, kjer je z enournim zaostankom za zmagovalcem zasedel petnajsto mesto, in Velika nagrada Italije, kjer se je moštvo zaradi smrtne nesreče Louisa Zborowskega na treningu umaknilo z dirke. Takrat mu je postalo jasno, da nikoli ne bo velik dirkač, zato ni od takrat nikoli več nastopil na pomembnejših dirkah. 

## Vodja Mercedesovega dirkaškega moštva
Svojim nadrejenim v zdaj združeni tovarni Mercedes-Benz je predstavil prednosti ustanovitve tovarniškega dirkaškega moštva, ki mu je na Neubauerjevo srečo ugodil novi direktor Wilhelm Kissel, sicer tudi sam velik ljubitelj motošporta. Slišal je za Rudolfa Caracciolo na dirki za Veliko nagrado Nemčije 1926, ki je izvedel, da je dirko v močnem dežju dobil šele, ko je parkiral svoj dirkalnik pred boksi. Neubauer je ob tem pripomnil, da je dirkač med dirko »najbolj osamljeno človeško bitje«. Na svoji prvi dirki kot športni direktor je za vsakega od treh dirkačev odredil ekipo mehanikov, pripravljeni pa so bili tudi signalni jezik, table in zastave za sporazumevanje med dirkači in mehaniki. Uporabljali so podobne signale kot igralci pri bejzbolu: kroženje desnega kazalca v zraku je pomenilo, da dirkač sprašuje po številu krogov do konca dirke, kazalec usmerjen naprej je pomenil, da dirkača zanima razlika do dirkača pred njim, palec nazaj pa razlika do dirkača zadaj. Vztrajal je tudi pri skoraj vojaškem treningu menjave koles ob postanku v boksih, kjer so Mercedesovi dirkači velikokrat pridobili čas proti konkurenci. Na začetku vsake dirke se je Alfred Neubauer postavil ob stezo s črtno in rdečo zastavo v rokah, prvič so ga komisarji želeli odstraniti, toda brez uspeha. Obstaja fotografija, kjer Neubauer drži štiri prste v zraku, kar pomeni še štiri sekunde do štarta. Presenetljivo pa vsi dirkači gledajo Neubauerjevo odštevanje do štarta, namesto uradnega štarterja dirke. Od takrat naprej je veljalo, da ni pomembne dirke brez prisotnosti Don Alfreda. 
Moštvo je začelo dirkati z dirkalniki Mercedes-Benz SSK, nato Mercedes-Benz SSKL, toda večji uspehi so se začeli z dirkalnikom Mercedes-Benz W25, ki je bil pripravljen pred sezono 1934, ko so Rudolf Caracciola, Luigi Fagioli in Manfred von Brauchitsch dosegli štiri zmage. V sezoni 1935 je Caracciola osvojil naslov evropskega prvaka s tremi zmagami na petih prvenstvenih dirkah, uspeh pa je ponovil še v sezonah 1937, ko je z dirkalnikom Mercedes-Benz W125 ponovno zmagal na treh od petih prvenstvenih dirk, in 1938, ko je z novim dirkalnikom Mercedes-Benz W154 dosegel zmago, dve drugi in tretje mesto na štirih prvenstvenih dirkah. Po prekinitvi dirkanja zaradi druge svetovne vojne se je Mercedes-Benz vrnil šele v sezoni 1954 z dirkalnikom Mercedes-Benz W196. Po treh od devetih dirkah prvenstva Formule 1 je Neubauer prepričal v prestop v svoje moštvo Juana Manuela Fangia, ki je v tej in naslednji sezoni 1955 osvojil dirkaški naslov prvaka. Toda vrnitev je bila kratkotrajna, saj se je Mercedes-Benz zaradi ene najhujših nesreč v motošportu na vztrajnostni dirki 24 ur Le Mansa z dirkalnikom Mercedes 300SLR, v kateri je umrlo prek osemdeset gledalcev, umaknil iz motošporta, Neubauer pa se je upokojil. Umrl je leta 1980 v Stuttgartu.

## Männer, Frauen und Motoren
Leta 1958 je izdal avtobiografsko knjigo s polnim naslovom Männer, Frauen und Motoren. Die Erinnerungen des Mercedes- Rennleiters Alfred Neubauer. Toda znan kot dober pripovedovalec zgodb, je včasih za zanimivost zgodb dodal tudi kaj neresničnega. Njegova knjiga je tako vir za legendo o nastanku vzdevka za Mercedesove dirkalnike - Srebrne puščice, ki naj bi po njegovo temeljil na dogodkih na dirki Eifelrennen 1934. Tam naj bi Mercedesovi dirkalniki za malenkost presegali najvišjo dovoljeno težo, zato naj bi moštveni mehaniki spraskali barvo z dirkalnikov Mercedesa, ki naj bi s tem postali srebrni - barva aluminija, iz katerega je bila šasija. Toda dirka Eifelrennen 1934 je potekala pod pravili Formula Libre, ki niso omejevala teže dirkalnikov. Ob tem je Neubauer, ki se dirke sploh ni udeležil, v svoji knjigi v posebnem poglavju zapisal, da je Tazio Nuvolari tik pred ciljem dirke za Veliko nagrado Tripolija 1933 zavrl in prepustil zmago Achillu Varziju, kar je pozneje povzelo več avtorjev, in ustvarilo mit o eni največjih prevar v motošportu. Ob dirki je namreč potekala tudi loterija, katere zmagovalec je bil določen na podlagi razpleta dirke.